# Nancras
Nancras é uma comuna francesa na região administrativa da Nova Aquitânia, no departamento de Charente-Maritime. Estende-se por uma área de 3,06 km². Em 2010 a comuna tinha 809 habitantes (densidade: 264,4 hab./km²).